# 1997 v dopravě
Tento článek obsahuje seznam událostí souvisejících s dopravou, které proběhly roku 1997.

## Leden
- 26. ledna

 Byla zavedena dlouhodobá výluka železničního provozu na úzkorozchodné trati Jindřichův Hradec – Nová Bystřice.
- 27. ledna

 České dráhy zavedly první spoj kategorie SuperCity. Vlak s názvem „Manažer“ spojil Ostravu s Prahou.

## Únor
- 4. února

 Zahájena byla stávka železničářů, kteří protestovali proti vedení Českých drah a nesystémovým krokům na železnici. Stávka trvala až do 8. února.
- 26. února

 Proběhla první zkušební jízda pětivozové soupravy s modernizovanými motorovými vozy řady 811 na koncích.

## Duben
- 14. dubna

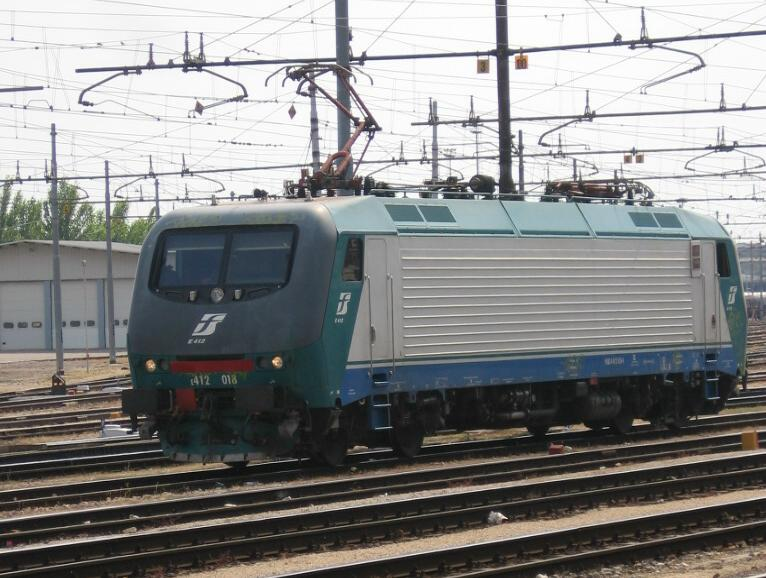
Lokomotiva řady E412 FS

 Z bran závodu Adtranz ve Vado Ligure vyjela první elektrická lokomotiva řady E412 pro italské železnice.
- 25. dubna

 Síť tramvajové dopravy v Olomouci byla rozšířena o novou 1,6 km dlouhou trať spojující město s hlavním nádražím.
- 26. dubna

 Po dvouleté výstavbě byla dokončena elektrizace trati Prešov – Plaveč trakční soustavou 3 kV DC.

## Květen
- 13. května

 V rámci bývalého Severočeského hnědouhelného revíru byl ukončen provoz železniční provoz na kolejích o rozchodu 900 mm, kde byly provozovány především elektrické lokomotivy Škoda 17E.
- 16. května

 V Lužné u Rakovníka bylo otevřeno Železniční muzeum Českých drah.
- 29. května

  Firma GEC Alsthom představila ve svém závodě v La Rochelle první kompletní soupravu TGV pro Jižní Koreu.

## Červen
- 6. června

  Na české a slovenské koleje poprvé vyrazil tzv. autovlak. V nočním rychlíku „Hornád“ z Prahy do Popradu byly od tohoto data v určité dny zařazeny vozy pro přepravu osobních automobilů cestujících, kteří jeli v lůžkovém voze.
- 10. června

 Firma ADtranz představila v Hennigsdorfu motorovou jednotku řady 611 pro Deutsche Bahn. Jednotka je vybavena aktivním naklápěním vozových skříní při průjezdu obloukem systémem Neicontrol E.
- 12. června

 Do pravidelného provozu byla nasazena lokomotiva 371.001 ČD – první lokomotiva řady 371. Tato řada s maximální povolenou rychlostí 160 km/h vznikla rekonstrukcí z lokomotiv řady 372.
- 14. června

 Soukromý dopravce Jindřichohradecké místní dráhy obnovil provoz na úzkorozchodné dráze Jindřichův Hradec – Nová Bystřice.
- 15. června

 Do pravidelného provozu na trati Barcelona – Valencia – Alicante byly nasazeny širokorozchodné jednotky TGV nesoucí komerční název Euromed.
- 16. června

 Firma Siemens otevřela zkušební centrum železničních vozidel ve Wegbergu-Wildenrathu. Součástí centra je zkušební železniční okruh o délce 6082 m.
- 21. června

 Na části zrušené trati z České Kamenice do České Lípy byl v úseku Česká Kamenice až Kamenický Šenov zahájen Klubem přátel lokálky nostalgický provoz.
- 29. června

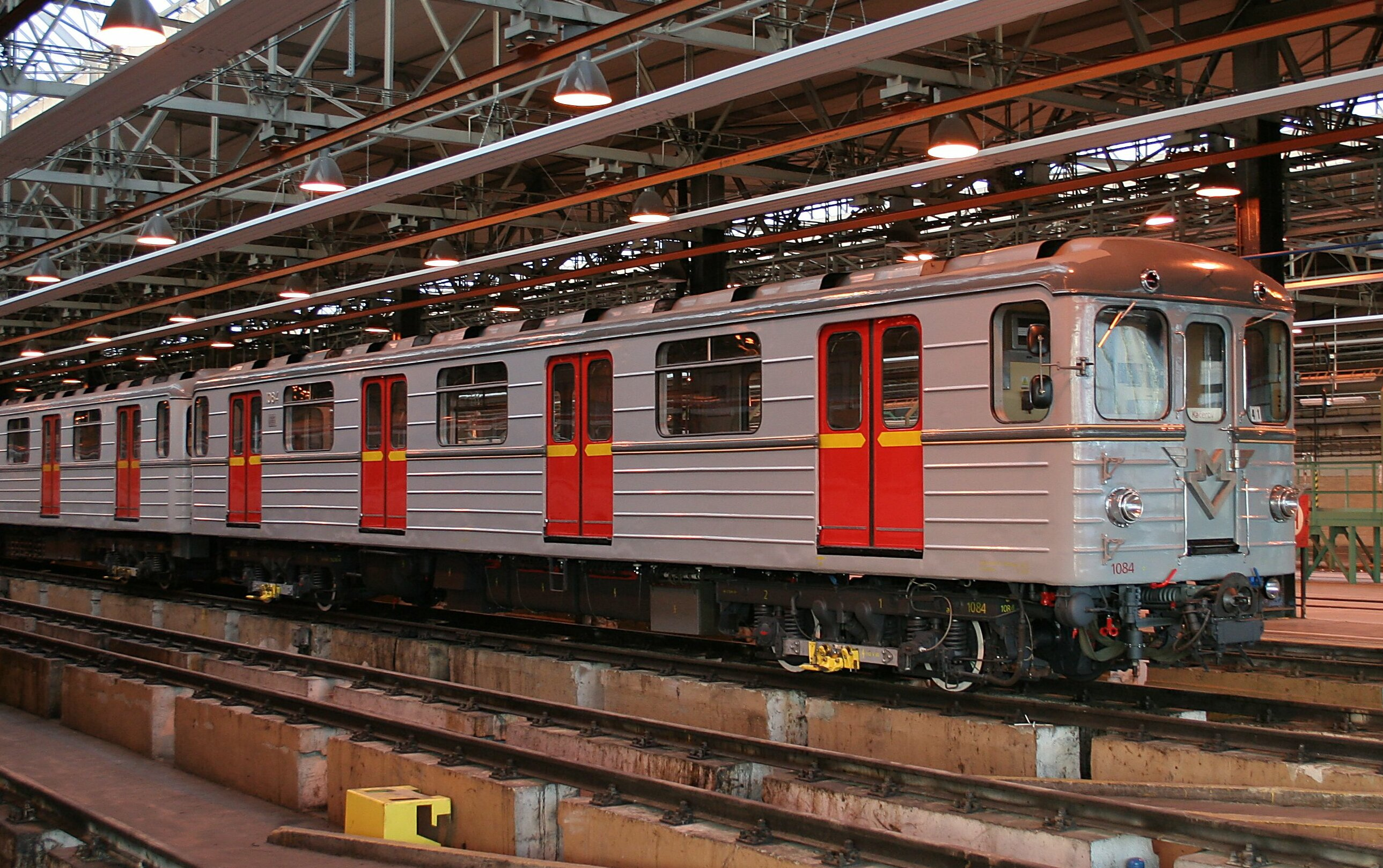
Souprava metra typu Ečs v depu Kačerov

 Byl ukončen provoz poslední soupravy typu Ečs v pražském metru.

## Červenec
- 4. července

 Na maďarském úseku trati Budapešť – Vídeň se po modernizaci začalo jezdit rychlostí až 160 km/h. Šlo o první maďarskou železniční trať s touto rychlostí.
- 7. července

 Ve východní části Česka kulminovala rozsáhlá povodeň, v důsledku které bylo poškozeno nebo zatopeno 946 km železničních tratí, 13 železničních stanic a zcela zničeno 15 železničních mostů.
- 10. července

 Firma ADtranz představila v Hennigsdorfu elektrickou lokomotivu řady 145 pro Deutsche Bahn.

## Srpen
- 25. srpna

 Do zkušebního provozu byly v Praze nasazeny nízkopodlažní tramvaje ČKD RT6N1.

## Září
- 10. září

 Moravskoslezská vagónka Studénka předala první restaurační vůz řady ČD WRRmz pro rychlost 200 km/h z desetikusové zakázky pro České dráhy.
- 28. září

 České dráhy zastavily osobní dopravu na tratích Trutnov – Svoboda nad Úpou a Tanvald - Harrachov. Na řadě dalších tratí došlo k částečné redukci osobní dopravy.

## Říjen
- 24. října

 Jindřichohradecké místní dráhy převzaly od Českých drah provoz i na úzkorozchodné dráze z Jindřichova Hradce do Obrataně.

## Listopad
- 6. listopadu

 Byl předán do užívání zatím nejdelší souvislý úsek dálnice – 63 km dlouhý úsek D5 Plzeň – Rozvadov spojující Plzeň s hranicí s NSR. Nový hraniční přechod v Rozvadově byl předán o 4 dni později. Zprovozněním úseku došlo ke zvýšení rychlosti i bezpečnosti provozu. Součástí úseku bylo také oddělení údržby a dálniční policie v Ostrově u Stříbra. Na celém úseku se nachází 7 sjezdů: Nýřany, Heřmanova Huť, Stříbro, Benešovice, Bor, Mlýnec a Kateřina.
- 23. listopadu

 Činnost zahájil Ostravský dopravní integrovaný systém.

## Prosinec
- 12. prosince

 Dopravce Viamont zahájil osobní dopravu na trati Trutnov – Svoboda nad Úpou.
- 22. prosince

 Společnost OKD, Doprava zahájila provozování dráhy a osobní i nákladní drážní dopravy na trati Milotice nad Opavou – Vrbno pod Pradědem, kterou předtím opravila po poškození červencovou povodní.